# Concòrdia de 1176
La Concòrdia de 1176 és un nou acord del bisbe d'Urgell -en aquest cas, Arnau de Preixens- pel qual es restableixen els termes de la Concòrdia de 1163. La Concòrdia de 1176 fixa, de nou, les prestacions que els homes d'Andorra havien d'oferir al bisbe d'Urgell: els delmes i les primícies dels fruits i els productes de la terra, entre d'altres.